# عبد الغني قستي
عبد الغني بن محمد قُستي (1928 - 2 نوفمبر 2010) صحفي وشاعر سعودي. ولد في مدينة مكة ودرس فيها. عمل في الصحافة مصححًا ومحرّرًا وأمينًا للتحرير ونائبًا لرئيس تحرير البلاد، ثم نائبًا لرئيس تحرير مجلّة اقرأ. له ديوان شعر بعنوان أحزان قلب 1955. يعد من رواد العمل الإعلامي ومن الرعيل الأول في الصحافة السعودية، حيث ساهم في تطوير صحيفة البلاد، كما ساهم إلى جانب الرواد الأوائل في إيجاد حراك إعلامي. عرف عند أصدقائه «بهدوئه وأخلاقه الفاضلة وأبوته الحانية». توفي في جدة أثر جلطة في المخ ودفن بمقبرة المعلاة.

## سيرته
ولد عبد الغني بن محمد قُستي في مكة عام 1346 هـ/ 1928 م ونشأ بها. وعاش طفولته يتيم الأم، وحفظ القرآن في سن مبكرة منذ أن كان تلميذا يدرس في كتاتيب مكة. درس في المدرسة الصولتية التي تخرج منها عام 1364 هـ. وبعد تخرجه عمل موظفاً بأمانة العاصمة المقدسة. دخل الصحافة كمصححا لغويا في صحيفة صوت الحجاز (البلاد فيما بعد)، ثم محررا فيها بعد دمجها مع صحيفة عرفات تحت مسمى البلاد، وتدرج في صحيفة البلاد من سكرتير للتحرير، ثم مدير للتحرير، ثم نائب لرئيس التحرير عام 1364 هـ /1984 م.

أصبح عضوًا في الجمعية العمومية لمؤسسة البلاد للصحافة والنشر، عمل أيضا نائبا لرئيس تحرير مجلة اقرأ، وبين البلاد واقرأ قضى قستي حياته العملية حتى استقال من عمله في صحيفة البلاد واتجه للعمل التجاري. 

توفي في 2 نوفمبر 2010/ 26 ذي القعدة 1431 في جدة عن عمر يناهز الـ 85 عاما، أثر جلطة في المخ ودفن في مقابر المعلاة، بعد الصلاة عليه في المسجد الحرام. نعته وزير الثقافة والإعلام عبد العزيز خوجة.

## شعره
في رأي طلال قستي أحد أقربائه وتلاميذه كان عبد الغني‌ قستي «...في حياته يخفي حزنه وراء الابتسامة وفي أشعاره التي يكتبها، وبين آيات الله التي يحفظها، حيث كان حافظا للقرآن الكريم.» 
وصفه عبد الله عمر خياط متفرد في شعره عن معاصريه بخروجه «عن سرب الشعراء التقليديين بما خلفه من شعر.. هو ذوب الوجدان، جميل التعبير والبيان، هو صادق في وفائه الذي أكسبه محبة الكثير.» 

برغم أنه كان صحفيًا تميز في كتابة الشعر ولم يصدر من أشعاره كإنتاج مطبوع إلا ديوانه أحزان قلب عام 1955م عن دار الكشاف في بيروت.

من قصائده من ديوانه التي وصفها علي خضران القرني «نصاً من نصوصه الإبداعية التي تحمل أكثر من معنى وأكثر من معاناة تذكرنا بجميل شعره وعذوبته ورهافة أحاسيسه ووجدانياته»: